# Landsort
Landsort er en by som ligger på øen Öja (de) syd for Torö, i Nynäshamns kommun i Stockholms skærgård. Landsort forekommer også som navn på øen. Øen er lang og smal, cirka 700 meter bred og 5 kilometer lang. De nordlige dele har tæt skov med buskmarker. På den sydlige del ligger Landsorts by.

## Historie
På Öja har hovedparten af befolkningen ikke været fiskere, men lodser, fyrtjenestemænd, toldere og telegrafister. De fleste arbejdende har haft statslig tjeneste. Staten har haft virksomheder på Öja siden 1600-tallet. Den militære virksomhed er den sidste.
På øens sydlige spids ligger Landsorts fyr, som er en af Sveriges ældste bevarede fyrpladser. Det blev opført af den hollandske købmand Johan van der Hagen 1658. Allerede i Nordens første søfartsbeskrivelse fra 1200-tallet findes stedet nævnt som Landsort og Båken. Fyret ejes af Sjöfartsverket.
På Landsort byggedes i slutningen af 1960'erne et lodsudkik, et tårn på cirka 25 meter, som sammen med fyret præger Öjas silhuet. Lodsen blev nedlagt i slutningen af 1980'erne. Tårnet anvendes nu mere som udsigtstårn og vandrehjem. Landsort anvendes stadig som anløb for fartøjer som behøver lods og der findes stadig en mindre lodsstation på øen.
Landsorts fuglestation ligger i Bredmar, nord for Landsorts by. Ringmærkning på Öja startede i det små i slutningen af 1970'erne og en forening blev dannet i 1988. Landsort er en af Stockholms läns mest velkendte fuglelokaliteter observationssted for fugletrækket, hvilket gør at mange rariteter er blevet set gennem årene

## Andet
Man kan komme til Landsort med personfærgen M/S Stångskär som sejler for Waxholmsbolaget til Öja/Landsort fra Ankarudden på Torö. Til Torö kan man komme med med bil eller bus 852 fra Nynäshamns station.
Ved grusvejen mod nord ligger en pestkirkegård som blev anlagt under pestårene i 1700-tallet. Ikke langt derfra ligger en fortidsmindebeskyttet labyrint eller trojeborg med et tre tusind år gammelt mønster, som havde magiske kræfter.
Ud for Landsort mod øst, ligger Østersøens dybeste område, Landsortsdjupet, et langt smalt område i nord-sydlig retning. Den dybeste del har dybder på mellem 440 og 460 meter.

## Billeder
- Udsigt over Landsort
- Solnedgang ud for Norrhamn
- Landsorts by
- Røde skærgårdsboder

## Eksterne kilder og henvisninger
1. ↑  Fortifikationsverket: Bevarande av moderna befästningar (Webside ikke længere tilgængelig)

- Wikimedia Commons har flere filer relateret til Landsort
- Fuglestationens websted Arkiveret 6. september 2006 hos  Wayback Machine
- Landsort.com
- Landsorts Vandrehjem

58°44′39″N 17°51′57″Ø / 58.74417°N 17.86583°Ø